# Olympische Winterspiele 2006/Teilnehmer (Spanien)
| Gelbes Symbol für Goldmedaillen mit stilisierten Olympischen Ringen | Graues Symbol für Silbermedaillen mit stilisierten Olympischen Ringen | Braundes Symbol für Bronzemedaillen mit stilisierten Olympischen Ringen |
| ------------------------------------------------------------------- | --------------------------------------------------------------------- | ----------------------------------------------------------------------- |
| —                                                                   | —                                                                     | —                                                                       |

Spanien nahm an den Olympischen Winterspielen 2006 im italienischen Turin mit 16 Athleten teil.

## Flaggenträger
Der alpine Skirennläuferin María José Rienda Contreras trug die Flagge Spaniens während der Eröffnungsfeier, bei der Schlussfeier wurde sie vom Skilangläufer Juan Jesús Gutiérrez getragen.

## Teilnehmer nach Sportarten

### Biathlon
Herren:
- Luis Alberto Hernando (20 km Einzel)

### Freestyle
Damen:
- Núria Montané
Buckelpiste: 29. Platz; 11,76 Punkte in der Qualifikation

### Ski Alpin
Damen:
- Andrea Casanovas (Abfahrt, Kombination)
Abfahrt, Damen: 38. Platz – 2:06,73 min
- Leyre Morlans (Abfahrt, Super-G, Kombination)
Abfahrt, Damen: Ausgeschieden
- María José Rienda Contreras (Riesenslalom, Super-G)
- Carolina Ruiz Castillo (Abfahrt, Riesenslalom, Super-G, Kombination)
Abfahrt, Damen: 30. Platz – 2:01,09 min

### Ski Nordisch

#### Langlauf
Damen:
- Laia Aubert Torrents
- Laura Orgué

Herren:
- Juan Jesús Gutiérrez
- Diego Ruiz
- Vicenç Vilarrubla

### Snowboard
Damen:
- Queralt Castellet (Halfpipe)
- Clara Villoslada (Halfpipe)

Herren:
- Iker Fernández (Halfpipe)
- Jordi Font (Cross)
- Ibón Idigoras (Cross)